# マルペロ島
マルペロ島（Isla de Malpelo）は、コロンビアが太平洋上に領有する島。その周辺海域は何種類ものサメが多く棲息する巨大な禁猟区で、「マルペロ動植物保護区」として、ユネスコの世界遺産（自然遺産）にも登録されている。

## 地理
マルペロ島はコロンビアのブエナベントゥーラ海岸の490 km 西に位置している。火山活動で出来た島で、岸壁は深さ4000 mにまで沈み込んでいる。この島はドルサレ・デ・マルペロ（Dorsale de Malpelo）と呼ばれる北東から南西に伸びる長さ296 km、幅93 km の海底火山帯の山稜に当たっている。マルペロ島の面積は3.5 km2 で、最高地点は海抜320 m のモナ山（Mona）である。
島は11の岩に囲まれている。北端にある4つはロス・モスケテロス（Los Mosqueteros）と呼ばれ、西端にある2つはそれぞれバガマレス（Vagamares）とラ・トルタ（La Torta）、南端にある5つは「ロス・トレス・レジェス」（Los Tres Reyes, 三人の王）、「ラ・グリンガ」（La Gringa）、「エスクーバ」（Escuba）と呼ばれる。
マルペロ島は太平洋の島々の中でも毎年最も頻繁に全世界から科学者たちが訪れる島のひとつである。同時に世界的にも知られたダイビングスポットのため、世界中からダイバーたちもよく訪れる。島はコロンビア海軍の人員によって恒久的に保護されることになっており、監視員たちが違法で分別のない密漁、特にサメ漁に目を光らせている。
マルペロが形成されたのは、大体2000万年前から1700万年前のことである。この時期にはマルペロは10倍大きかった。地形学者たちは、現在の面積になった原因を、海洋の浸食作用や降水、強風などにさらされてきたことに求めている。
マルペロは二つの回帰線の間にあり、北半球と南半球の貿易風が集中する場所にある。この地域は、多彩な風と大雨によって特徴付けられる。この島には、淡水の湧き出る場所はないが、島の高所が雨を集める場所として機能するため、ここから岩間を伝って淡水が流れ落ちる。
マルペロ周辺の海洋環境は、周辺を流れる8つの海流や海洋現象に強く影響されている。その8つとは、北赤道海流、赤道反流、南赤道海流、赤道潜流（クロムウェル海流）、ペルー海流、パナマ海流、コロンビア海流、エルニーニョ / ラ・ニーニャである。
これらの海流は大体が暖流で、水温は26度から27度、塩分が濃く、表面は33ppm、深部は34ppmである。
一帯の海域の生物多様性が高く、オオワニザメ、シュモクザメ、クロトガリザメ、ジンベエザメなどのサメのほか、タマカイ、カジキ、マグロなどの魚類および多くの種類の海洋哺乳類、海洋爬虫類、軟体動物とサンゴが生息しており、固有種は5種の魚類と2種のヒトデが見られる。陸地にも固有性が高い5種の植物、3種の爬虫類、2種の節足動物およびナスカカツオドリ、アカメカモメ、アオツラカツオドリ、ガラパゴスシロハラミズナギドリなどの海鳥の大きなコロニーが生息している。

## 歴史
1828年8月31日に、この島はペルー海軍とコロンビア海軍が争ったマルペロの戦い（Combate naval de Punta Malpelo）の舞台となった。
1995年にはコロンビア政府は、マルペロを「マルペロ動植物保護区」（Santuario de Fauna y Flora Malpelo）の名で、自然保護区とすることを決めた。2002年には国際海事機関によって特別敏感海域に指定され、同じ年に絶対的な保護カテゴリーに登録された。保護区の面積が651km2から757km2 に拡大されたことで、世界第9位の規模を持つ海洋保護区となった。そして、2006年7月12日にユネスコの世界遺産に登録された。
フランスとコロンビアで活動する生物学者のサンドラ・ベスドは、太平洋のサメの保護を目的とした国際連合の国際的プログラムを主導しており、マルペロの保護でも重要な役割を果たした。彼女は非政府組織の「マルペロと他の海洋生態系の基金」（Fondation Malpelo et autres Ecosystèmes Marins）を設立し、コロンビアの生物多様性の保護に尽力している。彼女たちの活動は、特にマルペロ周辺の保護に注力されている。

## 名前の由来
マルペロの名の由来は詳らかにはなっていないが、この島が初めて地図に記されたのは、1550年の世界全図であったことは分かっており、そのときの名前は「イェ・マラブリ」（Ye mallabry）だった。同じ頃のいくつかの地図では、この島や湾を表す言葉として、かつて「庇護されていないもの」を意味していたらしい「マラブリゴ」（malábrigo）が用いられていた。
異説としてはラテン語の「マルウェオルス」（malveolus）に由来する可能性もある。これは「人を近づけないもの」の意味で、アクセスが困難だったこの島を表す語として「マルペロ」へと転訛していったのかもしれない。

## 世界遺産
マルペロ島は、サメをはじめとする周辺の海洋生態系の素晴らしさなどを理由として、2006年に世界遺産に登録された。登録範囲 857500 haのうち、陸上はわずか350 ha にすぎず、99.9%以上が海洋を対象とする保護区である。

### 登録基準
この世界遺産は世界遺産登録基準のうち、以下の条件を満たし、登録された（以下の基準は世界遺産センター公表の登録基準からの翻訳、引用である）。
- (7) ひときわすぐれた自然美及び美的な重要性をもつ最高の自然現象または地域を含むもの。
- (9) 陸上、淡水、沿岸および海洋生態系と動植物群集の進化と発達において進行しつつある重要な生態学的、生物学的プロセスを示す顕著な見本であるもの。